# Eishockey-Weltmeisterschaft der Frauen 2003
Die 8. Eishockey-Weltmeisterschaften der Frauen der Internationalen Eishockey-Föderation IIHF waren die Eishockey-Weltmeisterschaften des Jahres 2003. Insgesamt sollten zwischen dem 9. März und 9. April 2003 24 Nationalmannschaften an den insgesamt vier Turnieren der Top-Division, der Division I, der Division II und der Division III teil.
Nach dem Olympiajahr 2002 wurde auch 2003 kein Weltmeister bei den Frauen ermittelt. Das Turnier der Top-Division war in die chinesische Hauptstadt Peking vergeben worden, in der zum Austragungszeitpunkt wie in weiten Teilen Chinas die lebensgefährliche Lungenentzündung SARS ausgebrochen war. Der Eishockey-Weltverband entschloss sich daher das Turnier abzusagen. In den nachgelagerten Divisionen fanden die jeweiligen Turniere wie geplant statt. Da aufgrund der Nichtaustragung kein Absteiger aus der Top-Division ermittelt wurde, sollten an der folgenden Weltmeisterschaft neun Mannschaften teilnehmen. Entsprechend rückten weitere Mannschaften aus den unteren Divisionen nach, so dass es zwar in jeder Division Aufsteiger in die nächsthöhere Staffel gab, aber keine Absteiger.

## Teilnehmer, Austragungsorte und -zeiträume
- Top-Division: 3. bis 9. April 2003 in Peking, Volksrepublik China

Teilnehmer:  Volksrepublik China,  Deutschland,  Finnland,  Kanada (Titelverteidiger),  Schweiz (Aufsteiger),  Russland,  Schweden,  USA
- Division I: 9. bis 15. März 2003 in Ventspils, Lettland

Teilnehmer:  Frankreich,  Japan,  Lettland,  Nordkorea,  Kasachstan (Absteiger),  Tschechien
- Division II: 31. März bis 6. April 2003 in Lecco, Italien

Teilnehmer:  Großbritannien,  Dänemark,   Italien,  Niederlande,  Norwegen,  Slowakei
- Division III: 25. bis 31. März 2001 in Maribor, Slowenien

Teilnehmer:  Australien,  Belgien,   Slowenien,  Ungarn,  Rumänien,  Südafrika

## Top-Division
Wegen der SARS-Epidemie in der Volksrepublik China fiel die Weltmeisterschaft aus. Geplant war, die Weltmeisterschaft vom 3. bis 9. April 2003 auszutragen.
Die geplante Vorrunden-Gruppeneinteilung war:
Gruppe A: Kanada, Finnland, Deutschland, Schweiz
Gruppe B: USA, Russland, China, Schweden
Nach der Vorrunde wären für die besten vier Teams die Halbfinalspiele sowie Finale und Spiel um Platz 3 gefolgt. Die anderen Mannschaften hätten im K.-o.-System den Absteiger und die weiteren Platzierungen ausgespielt.

### Auf- und Absteiger
| Absteiger   | kein Absteiger |
| Aufsteiger: | Japan          |

## Division I
Das Turnier der Division I wurde vom 9. bis 15. März 2003 in der lettischen Stadt Ventspils ausgetragen. Die Spiele fanden in der 3.040 Zuschauer fassenden Eishalle des Olimpiskais Centrs statt.

### Spiele und Abschlusstabelle
| 9. März 2003 13:00 Uhr | Nordkorea | 2:6 (0:3, 1:2, 1:1) | Japan | Olimpiskais Centrs, Ventspils Zuschauer: 300 |

| 9. März 2003 16:30 Uhr | Lettland | 1:6 (0:1, 0:3, 1:2) | Kasachstan | Olimpiskais Centrs, Ventspils Zuschauer: 1000 |

| 9. März 2003 20:00 Uhr | Frankreich | 1:4 (0:3, 0:0, 1:1) | Tschechien | Olimpiskais Centrs, Ventspils Zuschauer: 300 |

| 10. März 2003 13:00 Uhr | Kasachstan | 4:1 (0:0, 1:1, 3:0) | Nordkorea | Olimpiskais Centrs, Ventspils Zuschauer: 300 |

| 10. März 2003 16:30 Uhr | Japan | 2:1 (1:1, 1:0, 0:0) | Frankreich | Olimpiskais Centrs, Ventspils Zuschauer: 300 |

| 10. März 2003 20:00 Uhr | Tschechien | 2:1 (2:0, 0:1, 0:0) | Lettland | Olimpiskais Centrs, Ventspils Zuschauer: 780 |

| 12. März 2003 13:00 Uhr | Kasachstan | 3:3 (2:1, 0:0, 1:2) | Frankreich | Olimpiskais Centrs, Ventspils Zuschauer: 300 |

| 12. März 2003 16:30 Uhr | Japan | 8:3 (2:0, 4:1, 2:2) | Tschechien | Olimpiskais Centrs, Ventspils Zuschauer: 300 |

| 12. März 2003 20:00 Uhr | Lettland | 5:2 (4:1, 0:1, 1:0) | Nordkorea | Olimpiskais Centrs, Ventspils Zuschauer: 748 |

| 13. März 2003 13:00 Uhr | Tschechien | 0:7 (0:4, 0:2, 0:1) | Kasachstan | Olimpiskais Centrs, Ventspils Zuschauer: 300 |

| 13. März 2003 16:30 Uhr | Nordkorea | 0:3 (0:2, 0:1, 0:0) | Frankreich | Olimpiskais Centrs, Ventspils Zuschauer: 300 |

| 13. März 2003 20:00 Uhr | Japan | 5:0 (1:0, 2:0, 2:0) | Lettland | Olimpiskais Centrs, Ventspils Zuschauer: 924 |

| 15. März 2003 13:00 Uhr | Tschechien | 6:5 (3:1, 3:2, 0:2) | Nordkorea | Olimpiskais Centrs, Ventspils Zuschauer: 300 |

| 15. März 2003 16:30 Uhr | Frankreich | 1:0 (1:0, 0:0, 0:0) | Lettland | Olimpiskais Centrs, Ventspils Zuschauer: 510 |

| 15. März 2003 20:00 Uhr | Kasachstan | 0:2 (0:1, 0:1, 0:0) | Japan | Olimpiskais Centrs, Ventspils Zuschauer: 330 |

| Pl | Land       | Sp | S | U | N | Tore  | Punkte |
| -- | ---------- | -- | - | - | - | ----- | ------ |
| 1. | Japan      | 5  | 5 | 0 | 0 | 23: 6 | 10     |
| 2. | Kasachstan | 5  | 3 | 1 | 1 | 20: 7 | 7      |
| 3. | Tschechien | 5  | 3 | 0 | 2 | 15:22 | 6      |
| 4. | Frankreich | 5  | 2 | 1 | 2 | 09: 9 | 5      |
| 5. | Lettland   | 5  | 1 | 0 | 4 | 07:16 | 2      |
| 6. | Nordkorea  | 5  | 0 | 0 | 5 | 10:24 | 0      |

Abkürzungen: Pl. = Platz, Sp = Spiele, S = Siege, U = Unentschieden, N = Niederlagen
Erläuterungen: Aufsteiger in die Top-Division

### Division-I-Siegermannschaft
| Division-I-Aufsteiger Japan | Yurie Adachi, Kumiko Aoki, Yuka Hirano, Asako Kanno, Yae Kawashima, Yoko Kondo, Hanae Kubo, Haruna Kumano, Ami Mashiko, Akiko Naka, Azusa Nakaoku, Emi Nonaka, Yuka Oda, Sayaka Sado, Tomoko Sakagami, Masako Satō, Yoko Tamada, Yuki Togawa, Aki Tsuchida, Etsuko Wada Trainerstab: Masayuki Takahashi, Yuichiro Nakajimaya, Koji Taniguchi |

### Auf- und Absteiger
| Aufsteiger in die Top-Division: | Japan          |
| Absteiger aus der Top-Division: | kein Absteiger |
| Absteiger aus der Division I:   | kein Absteiger |
| Aufsteiger in die Division I:   | Norwegen       |

## Division II
Das Turnier der Division II wurde vom 31. März bis 16. April 2003 in der italienischen Stadt Lecco ausgetragen. Die Spiele fanden im Palataurus statt.
| 31. März 2003 13:00 Uhr | Großbritannien | 1:8 (0:5, 0:3, 1:0) | Slowakei | Palataurus, Lecco Zuschauer: 300 |

| 31. März 2003 16:30 Uhr | Dänemark | 4:1 (2:1, 2:0, 0:0) | Niederlande | Palataurus, Lecco Zuschauer: 300 |

| 31. März 2003 20:00 Uhr | Italien | 2:4 (2:2, 0:1, 0:1) | Norwegen | Palataurus, Lecco Zuschauer: 500 |

| 1. April 2003 13:00 Uhr | Slowakei | 1:2 (0:1, 1:0, 0:1) | Dänemark | Palataurus, Lecco Zuschauer: 300 |

| 1. April 2003 16:30 Uhr | Niederlande | 0:3 (0:1, 0:1, 0:1) | Italien | Palataurus, Lecco Zuschauer: 300 |

| 1. April 2003 20:00 Uhr | Norwegen | 8:3 (1:0, 5:1, 2:2) | Großbritannien | Palataurus, Lecco Zuschauer: 300 |

| 3. April 2003 13:00 Uhr | Großbritannien | 4:4 (1:0, 1:2, 2:2) | Dänemark | Palataurus, Lecco Zuschauer: 300 |

| 3. April 2003 16:30 Uhr | Niederlande | 1:7 (0:2, 0:3, 1:2) | Norwegen | Palataurus, Lecco Zuschauer: 300 |

| 3. April 2003 20:00 Uhr | Slowakei | 10: 0 (3:0, 2:0, 5:0) | Italien | Palataurus, Lecco Zuschauer: 500 |

| 4. April 2003 13:00 Uhr | Norwegen | 2:2 (1:0, 1:1, 0:1) | Slowakei | Palataurus, Lecco Zuschauer: 300 |

| 4. April 2003 16:30 Uhr | Dänemark | 5:4 (1:1, 2:2, 2:1) | Italien | Palataurus, Lecco Zuschauer: 500 |

| 4. April 2003 20:00 Uhr | Niederlande | 4:2 (2:0, 1:2, 1:0) | Großbritannien | Palataurus, Lecco Zuschauer: 300 |

| 6. April 2003 11:00 Uhr | Slowakei | 2:2 (0:1, 2:0, 0:1) | Niederlande | Palataurus, Lecco Zuschauer: 300 |

| 6. April 2003 14:30 Uhr | Norwegen | 3:1 (0:1, 1:0, 2:0) | Dänemark | Palataurus, Lecco Zuschauer: 300 |

| 6. April 2003 18:00 Uhr | Italien | 4:2 (0:0, 4:0, 0:2) | Großbritannien | Palataurus, Lecco Zuschauer: 600 |

| Pl | Land                   | Sp | S | U | N | Tore  | Punkte |
| -- | ---------------------- | -- | - | - | - | ----- | ------ |
| 1. | Norwegen               | 5  | 4 | 1 | 0 | 24: 9 | 9      |
| 2. | Dänemark               | 5  | 3 | 1 | 1 | 16:13 | 7      |
| 3. | Slowakei               | 5  | 2 | 2 | 1 | 23: 7 | 6      |
| 4. | Italien                | 5  | 2 | 0 | 3 | 13:21 | 4      |
| 5. | Niederlande            | 5  | 1 | 1 | 3 | 08:18 | 3      |
| 6. | Vereinigtes Königreich | 5  | 0 | 1 | 4 | 12:28 | 1      |

Abkürzungen: Pl. = Platz, Sp = Spiele, S = Siege, U = Unentschieden, N = Niederlagen
Erläuterungen: Aufsteiger in die Division I

### Auf- und Absteiger
| Aufsteiger in die Division I:  | Norwegen       |
| Absteiger aus der Division I:  | kein Absteiger |
| Absteiger aus der Division II: | kein Absteiger |
| Aufsteiger in die Division II: | Australien     |

## Division III
Das Turnier der Division III wurde vom 25. bis 31. März 2003 im slowenischen Maribor ausgetragen. Die Spiele fanden in der 3.000 Zuschauer fassenden Ledna dvorana Tabor statt. Insgesamt besuchten 3.295 Zuschauer die zehn Turnierspiele, was einem Schnitt von 329 pro Partie entspricht.

Das australische Team qualifizierte sich für die Division II mit vier Siegen und einem Unentschieden aus fünf Spielen.
| 25. März 2003 12:00 Uhr | Ungarn | 0:2 (0:0, 0:1, 0:1) | Belgien | Ledna dvorana Tabor, Maribor Zuschauer: 465 |

| 25. März 2003 15:30 Uhr | Rumänien | 6:1 (3:0, 2:0, 1:1) | Südafrika | Ledna dvorana Tabor, Maribor Zuschauer: 352 |

| 25. März 2003 19:00 Uhr | Slowenien | 4:4 (2:1, 1:3, 1:0) | Australien | Ledna dvorana Tabor, Maribor Zuschauer: 1453 |

| 26. März 2003 12:00 Uhr | Australien | 7:0 (3:0, 3:0, 1:0) | Ungarn | Ledna dvorana Tabor, Maribor Zuschauer: 372 |

| 26. März 2003 15:30 Uhr | Belgien | 3:1 (0:1, 3:0, 0:0) | Rumänien | Ledna dvorana Tabor, Maribor Zuschauer: 344 |

| 26. März 2003 19:00 Uhr | Südafrika | 1:6 (0:2, 1:1, 0:3) | Slowenien | Ledna dvorana Tabor, Maribor Zuschauer: 1350 |

| 28. März 2003 12:00 Uhr | Belgien | 1:3 (0:1, 0:1, 1:1) | Südafrika | Ledna dvorana Tabor, Maribor Zuschauer: 329 |

| 28. März 2003 15:30 Uhr | Australien | 9:1 (2:0, 1:1, 6:0) | Rumänien | Ledna dvorana Tabor, Maribor Zuschauer: 399 |

| 28. März 2003 19:00 Uhr | Slowenien | 1:0 (1:0, 0:0, 0:0) | Ungarn | Ledna dvorana Tabor, Maribor Zuschauer: 1122 |

| 29. März 2003 12:00 Uhr | Südafrika | 0:8 (0:2, 0:2, 0:4) | Australien | Ledna dvorana Tabor, Maribor Zuschauer: 401 |

| 29. März 2003 15:30 Uhr | Ungarn | 3:2 (0:0, 1:0, 2:2) | Rumänien | Ledna dvorana Tabor, Maribor Zuschauer: 377 |

| 29. März 2003 19:00 Uhr | Belgien | 2:2 (0:0, 2:1, 0:1) | Slowenien | Ledna dvorana Tabor, Maribor Zuschauer: 999 |

| 31. März 2003 12:00 Uhr | Südafrika | 2:2 (0:0, 2:2, 0:0) | Ungarn | Ledna dvorana Tabor, Maribor Zuschauer: 344 |

| 31. März 2003 15:30 Uhr | Australien | 6:2 (3:0, 2:1, 1:1) | Belgien | Ledna dvorana Tabor, Maribor Zuschauer: 389 |

| 31. März 2003 19:00 Uhr | Rumänien | 1:7 (0:2, 1:2, 0:3) | Slowenien | Ledna dvorana Tabor, Maribor Zuschauer: 865 |

| Pl | Land       | Sp | S | U | N | Tore  | Punkte |
| -- | ---------- | -- | - | - | - | ----- | ------ |
| 1. | Australien | 5  | 4 | 1 | 0 | 34: 7 | 9      |
| 2. | Slowenien  | 5  | 3 | 2 | 0 | 20: 8 | 8      |
| 3. | Belgien    | 5  | 2 | 1 | 2 | 10:12 | 5      |
| 4. | Ungarn     | 5  | 1 | 1 | 3 | 05:14 | 3      |
| 5. | Südafrika  | 5  | 1 | 1 | 3 | 07:23 | 3      |
| 6. | Rumänien   | 5  | 1 | 0 | 4 | 11:23 | 2      |

Abkürzungen: Pl. = Platz, Sp = Spiele, S = Siege, U = Unentschieden, N = Niederlagen
Erläuterungen: Aufsteiger in die Division II

### Auf- und Absteiger
| Aufsteiger in die Division II: | Australien     |
| Absteiger aus der Division II: | kein Absteiger |